# Amanat
Amanat (in kazako Аманат?) è un partito politico kazako.
Fondato nel 1999 dall'allora presidente della Repubblica, Nursultan Nazarbaev, con la denominazione di Otan (lett. Patria), il 22 dicembre 2006 assunse il nome di Partito Democratico del Popolo "Nur Otan" (in kazako: "Nur Otan" Халықтық Демократиялық Партиясы, trasl. "Nur Otan" Halyqtyq Demokratııalyq Partııasy; in russo: "Nur Otan" Народно-Демократическая Партия), a seguito della confluenza del Partito Civico del Kazakistan e del Partito Agrario del Kazakistan; il 18 ottobre 2013 cambiò denominazione in Nur Otan (in kazako Нұр Отан?; in russo Нур Отан?, lett. Patria Radiosa) fino al 2022, quando assunse l'attuale denominazione.
Il partito è stato ripetutamente accusato di promuovere il culto della personalità di Nazarbaev e di utilizzare gli incarichi pubblici affidati agli esponenti di partito per il tornaconto personale. È inoltre ritenuto responsabile di frode elettorale.
Jas Otan è l'ala giovanile del partito.

## Storia
Il 1º marzo 1999 il I congresso del partito, al quale parteciparono circa 400 delegati, elesse all'unanimità Nursultan Nazarbaev, già presidente del Kazakistan, presidente del partito. Nel tempo, numerosi partiti kazaki minori si sono uniti al partito decretandolo la prima forza politica del paese. Nel 1999, subito dopo la sua creazione, il partito ha ottenuto 39 posti in parlamento.
Il 9 settembre 2005, durante il VII congresso, fu stabilita la coalizione elettorale "Coalizione del Popolo del Kazakistan a sostegno del candidato alla presidenza Nursultan Nazarbaev".

## Ideologia
Il partito sostiene la gestione economica statale. In politica estera, sostiene il principio di internazionalismo e quello di alleanza con le ex nazioni sovietiche, Russia in primis.

## Cronologia dei congressi di partito
1. I congresso, Almaty, 1º marzo 1999
2. II congresso, Almaty, 18 agosto 1999
3. III congresso, Almaty, 20 aprile 2001
4. IV congresso, Almaty, 9 novembre 2002
5. V congresso, Almaty, 12 luglio 2003
6. VI congresso, Astana, 12 marzo 2004
7. VII congresso, Astana, 15 giugno e 18 luglio 2004
8. VIII congresso, Almaty, 9 settembre 2005
9. IX congresso, Astana, 4 luglio 2006
10. X congresso, 22 dicembre 2006
11. XI congresso, 4 luglio 2007
12. XII congresso, 15 maggio 2009

## Cooperazione politica internazionale
Il partito ha siglato accordi di cooperazione internazionale con i seguenti partiti politici:
| Partito                                  | Paese       | Data d'inizio della cooperazione |
| ---------------------------------------- | ----------- | -------------------------------- |
| Russia Unita                             | Russia      | 9 marzo 2006                     |
| Partito Comunista Cinese                 | Cina        | 22 giugno 2009                   |
| Partito della Giustizia e dello Sviluppo | Turchia     | 22 ottobre 2009                  |
| Partito delle Regioni                    | Ucraina     | 24 novembre 2011                 |
| Partito Democratico Popolare             | Tagikistan  | 22 aprile 2014                   |
| Partito Repubblicano d'Armenia           | Armenia     | [ senza fonte ]                  |
| Partito del Nuovo Azerbaigian            | Azerbaigian | [ senza fonte ]                  |

## Risultati
| Elezione          | Voti      | %     | Seggi   |
| ----------------- | --------- | ----- | ------- |
| Parlamentari 1999 | 1.622.895 |       | 24 / 77 |
| Parlamentari 2004 | 2.883.706 | 60,61 | 42 / 77 |
| Parlamentari 2007 | 5.247.720 | 88,41 | 98 / 98 |
| Parlamentari 2012 | 5.621.436 | 80,99 | 83 / 98 |
| Parlamentari 2016 | 6.183.757 | 82,20 | 84 / 98 |
| Parlamentari 2021 | 5 148 074 | 71,09 | 76 / 98 |

| Elezione           | Candidato           | Voti      | %     | Esito     |
| ------------------ | ------------------- | --------- | ----- | --------- |
| Presidenziali 2005 | Nursultan Nazarbaev | 6.147.517 | 91,15 | ✔️ Eletto |
| Presidenziali 2011 | Nursultan Nazarbaev | 7.850.958 | 95,55 | ✔️ Eletto |
| Presidenziali 2015 | Nursultan Nazarbaev | 8.833.250 | 97,75 | ✔️ Eletto |
| Presidenziali 2019 | Qasym-Jomart Toqaev | 6.539.715 | 70,96 | ✔️ Eletto |